# Guido Köstermeyer
Guido Köstermeyer (Minden, RFA, 30 de marzo de 1968) es un deportista alemán que compitió en escalada. Ganó una medalla de bronce en el Campeonato Mundial de Escalada de 1991, en la prueba de dificultad.

## Palmarés internacional
| Campeonato Mundial | Campeonato Mundial   | Campeonato Mundial | Campeonato Mundial |
| Año                | Lugar                | Medalla            | Prueba             |
| ------------------ | -------------------- | ------------------ | ------------------ |
| 1991               | Fráncfort (Alemania) | Medalla de bronce  | Dificultad         |